# 埃氏翹嘴脂鯉
埃氏翹嘴脂鯉（Pyrrhulina eleanorae），為輻鰭魚綱脂鯉目脂鯉亞目鱂脂鯉科的其一種，分布於南美洲亞馬遜河上游流域，體長可達7.5公分，棲息中底層水域，生活習性不明。